# 바다 탐험대 옥토넛
《바다 탐험대 옥토넛》(영어: The Octonauts)은 영국 방송사 디즈니 채널의 어린이 채널 디즈니 주니어에서 방송중인 애니메이션이다. 대한민국에서는 디즈니 주니어에서 방영하였다.
대한민국에서는 손오공이 제작하였다.

## 등장 인물
- 바나클 (영어: Barnacles) - 옥토넛 탐험대 대장(동물: 북극곰)

옥토넛의 대장. 친절하고 자상하다. 대원들이 사고를 쳐도 야단치지 않는 편. 의외로 정신력이
매우 강하다. 뿔달팽이 에피소드에선 독침에 맞았는데 쓰러지지 않았다. 시즌5 해저 동굴 대탈출에 의하면 북극곰 스카우트 시절 얼음 동굴을 탐험하다 크레바스에 빠져 폐소공포증이 생겼다고 한다. 가족은 쌍둥이 여동생 비앙카와 조카들 올슨,올사. 어렸을 적 별명이 꽈당 바나클이다.
- 콰지 (영어: Kwazii) - 옥토넛 탐험대 부관(동물: 고양이)

부관. 해적이였다. 페이소에게 무서운 이야기로 겁 주기도 한다. 제일 무서워하는 건 거미. 탐험선 B를 가장 아낀다.
탐험선 B의 이빨은 콰지가 칠했다.
- 페이소 (영어: Peso) - 옥토넛 탐험대 구급대원이며,옥토넛의 주요 탐험 대원이다.(동물: 펭귄) 수줍고 겁이 많지만 옥토넛 탐험대엔 없어서면 안되는 존재이다. 치료 기술, 치료 방법 등은 페이소만이 유일하게 알 수 있기 때문이다.
- 대쉬 (영어: Dashi) - 조종실에서 임무 보조역할을 수행하며, 사진사 및 정보통신기술 등을 담당한다. (동물: 개 종류 중에 닥스훈트)
- 셸링턴 (영어: Shellington) - 해양생물학자로 생물에 대한 지식으로 임무에 도움을 준다. 다만 약간의 허당끼가 있다. (동물: 해달)

- 잉클링 (영어: Inkling) - 옥토넛 탐험대 창설자로 해양학자이자 교수(동물: 문어)
- 트윅 (영어: Tweak) - 옥토넛 탐험대 엔지니어(동물: 토끼)
- 튜닙 (영어: Tunip) - 상반신은 채소인 순무이고 하반신은 동물인 참치며 요리와 농사를 담당하는 배지멀이다. 유일하게 동물이 아니다.

- 배지멀들 -요리와농사를 담당한다. 유일하게 동물이 아니다.

## 목소리 출연
- 바나클 : 하성용
- 콰지 : 정재헌
- 페이소 : 엄상현
- 대쉬 : 윤승희
- 셸링턴 : 유동균
- 잉클링 교수 : 김정은
- 트윅 : 김율
- 튜닙 : 한경화

## 에피소드 목록

### 1기
| 한국방영회차 | 부제                       | 영국방영회차 |
| ------------ | -------------------------- | ------------ |
| 1화          | 긴집게발게                 | 25화         |
| 2화          | 고래상어                   | 1화          |
| 3화          | 바다코끼리 대장            | 4화          |
| 4화          | 거대 조류 대탈출           | 8화          |
| 5화          | 해저폭풍                   | 2화          |
| 6화          | 대왕오징어                 | 6화          |
| 7화          | 날치                       | 5화          |
| 8화          | 일각고래                   | 17화         |
| 9화          | 비밀지도(괴물지도)         | 12화         |
| 10화         | 게 그리고 성게             | 3화          |
| 11화         | 범고래                     | 7화          |
| 12화         | 블로브피쉬 삼형제          | 11화         |
| 13화         | 혹등고래                   | 14화         |
| 14화         | 바다벌레                   | 9화          |
| 15화         | 거대한 해초(켈프)숲        | 15화         |
| 16화         | 미끈미끈 해삼              | 20화         |
| 17화         | 소라게                     | 22화         |
| 18화         | 거대한 소용돌이            | 21화         |
| 19화         | 심해 암흑층                | 18화         |
| 20화         | 대왕고래                   | 23화         |
| 21화         | 딱총새우                   | 19화         |
| 22화         | 켈프숲 구조작전            | 24화         |
| 23화         | 해마 이야기                | 29화         |
| 24화         | 말미잘의 공격              | 16화         |
| 25화         | 바다의 제트기 돛새치       | 10화         |
| 26화         | 흡혈오징어                 | 28화         |
| 27화         | 배고픈 동갈방어            | 27화         |
| 28화         | 흰고래                     | 26화         |
| 29화         | 길잃은 불가사리            | 13화         |
| 30화         | 거대한 빛해파리            | 30화         |
| 31화         | 쿠키커터상어               | 31화         |
| 32화         | 해파리꽃                   | 34화         |
| 33화         | 산갈치                     | 32화         |
| 34화         | 청베도라치                 | 33화         |
| 35화         | 아기 돌고래                | 35화         |
| 36화         | 통안어                     | 36화         |
| 37화         | 먹장어                     | 38화         |
| 38화         | 범고래                     | 37화         |
| 39화         | 코끼리 바다표범            | 39화         |
| 40화         | 정어리떼                   | 40화         |
| 41화         | 장어 대이동                | 42화         |
| 42화         | 돌고래 구조작전            | 41화         |
| 43화         | 바다 이구아나              | 43화         |
| 44화         | 투명상어                   | 44화         |
| 45화         | 해적 앵무새고기            | 45화         |
| 46화         | 전기 가오리                | 46화         |
| 47화         | 오징어의 변신술            | 47화         |
| 48화         | 길잃은 레몬상어            | 48화         |
| 49화         | 후무후무누쿠누쿠아쿠아아   | 49화         |
| 50화         | 거대한 거미게              | 50화         |
| 51화         | 펭귄3종경기                | 51화         |
| 스페셜       | 위대한 크리스마스 구조작전 | 52화         |

### 2기
| 한국방영회차 | 부제                 | 영국방영회차 |
| ------------ | -------------------- | ------------ |
| 1화          | 백상어               | 4화          |
| 2화          | 우산뱀               | 5화          |
| 3화          | 아델리펭귄           | 2화          |
| 4화          | 코코넛 크랩          | 3화          |
| 5화          | 초대왕 오징어        | 1화          |
| 6화          | 후악치               | 7화          |
| 7화          | 황새치               | 14화         |
| 8화          | 농게                 | 12화         |
| 9화          | 가시복어             | 8화          |
| 10화         | 쥐가오리             | 13화         |
| 11화         | 겁쟁이 향유고래      | 10화         |
| 12화         | 긴팔 오징어          | 11화         |
| 13화         | 북극고래             | 6화          |
| 14화         | 파랑돔               | 9화          |
| 15화         | 아마존 대탐험1       | 스페셜편1    |
| 16화         | 아마존 대탐험2       | 스페셜편1    |
| 17화         | 버팔로피쉬           | 21화         |
| 18화         | 나뭇잎해룡           | 18화         |
| 19화         | 바다소 해우          | 19화         |
| 20화         | 흉내문어             | 16화         |
| 21화         | 쥐치                 | 15화         |
| 22화         | 바다악어             | 20화         |
| 23화         | 꿀꺽장어             | 22화         |
| 24화         | 라이언피쉬           | 17화         |
| 스페셜       | 마리아나 해구 대탐험 | 스페셜편2    |

### 3기
| 한국방영회차 | 부제                   | 영국방영회차 |
| ------------ | ---------------------- | ------------ |
| 1화          | 물곰                   | 2화          |
| 2화          | 창꼬치                 | 9화          |
| 3화          | 뿔달팽이(청자고둥)     | 3화          |
| 4화          | 인공 산호초            | 4화          |
| 5화          | 혹등고래               | 5화          |
| 6화          | 오리너구리             | 10화         |
| 7화          | 말뚝 망둥어            | 12화         |
| 8화          | 영원히 사는 해파리     | 17화         |
| 9화          | 바다소금쟁이           | 11화         |
| 10화         | 관해파리               | 1화          |
| 11화         | 성게의 습격            | 18화         |
| 12화         | 사자갈기해파리         | 14화         |
| 13화         | 펠리컨                 | 6화          |
| 14화         | 망치상어               | 19화         |
| 15화         | 갈라파고스붉은게       | 15화         |
| 16화         | 바다돼지               | 7화          |
| 17화         | 해면                   | 16화         |
| 18화         | 붉은바다거북           | 20화         |
| 19화         | 바다표범               | 13화         |
| 20화         | 설인게                 | 8화          |
| 스페셜편1    | 베리 베지멀 크리스마스 | 스페셜1      |
| 스페셜편2    | 오버 언더 대탐험       | 스페셜2      |
| 스페셜편3    | 북극 대탐험            | 스페셜3      |

## 같이 보기
- 시간탐험대 다이노맨